# Pitcairnais (peuple)
Les Pitcairnais (appelés Pitkerners ou Pitcairnese en anglais et/ou en pitcairnais), sont les habitants ou les citoyens des îles Pitcairn. Ces îles forment un territoire britannique d'outre-mer, dont la colonisation avait débuté avec des mutins du Bounty et leurs accompagnateurs tahitiens. Cette population forme un groupe Euronésien essentiellement d'origine britannique et tahitienne.

## Histoire

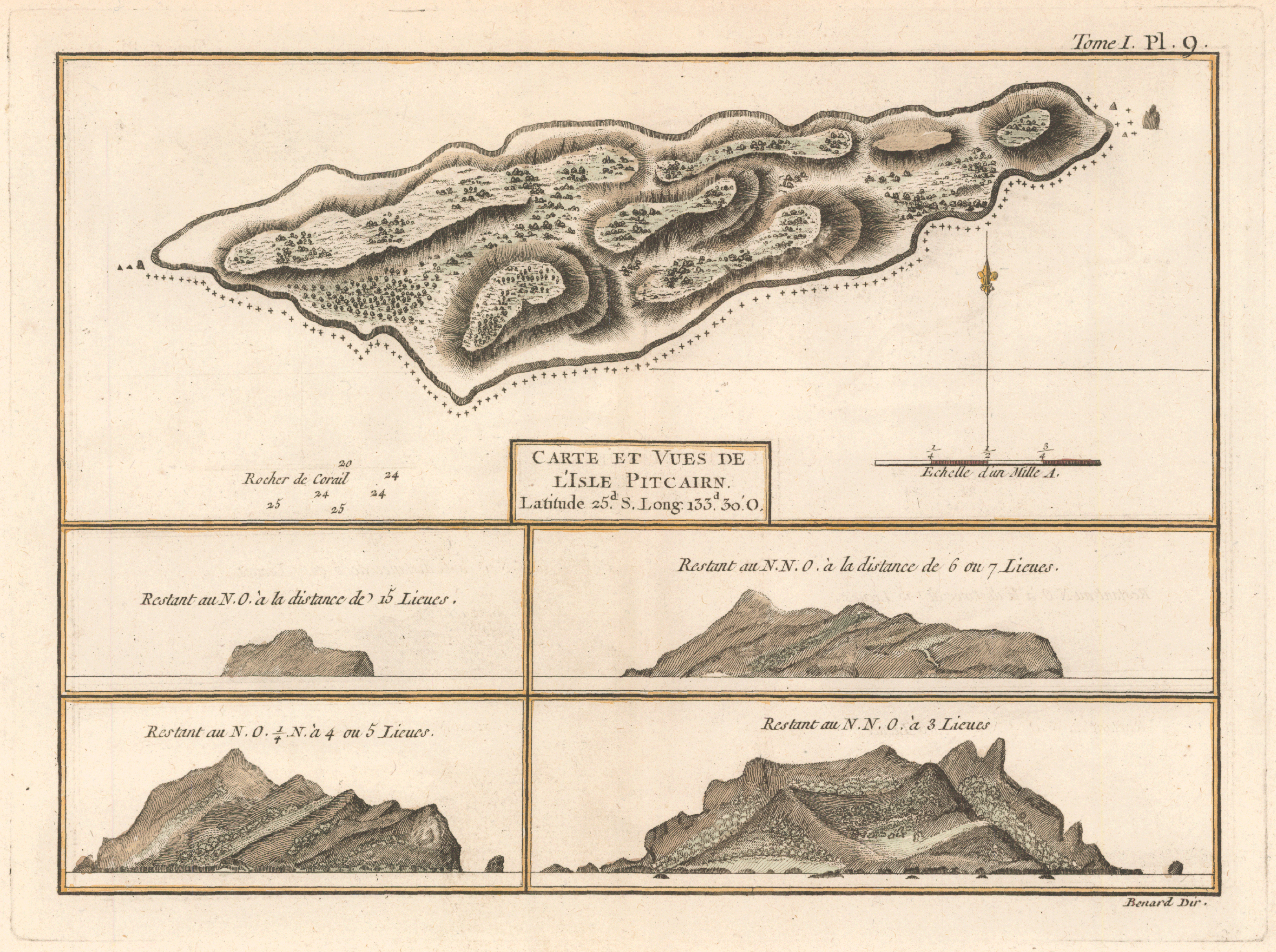
Ancienne carte de Pitcairn par Robert Bénard publiée en 1774.

### Découverte
Le 3 juillet 1767, l'aspirant Robert Pitcairn, jeune écossais âgé de quinze ans et membre de l'équipage du sloop HMS Swallow (commandé par le capitaine Philip Carteret) aperçoit, le premier, l'île qui sera baptisée de son nom,.

« we discovered land to the northward of us. Upon approaching it the next day (Friday, 3 July), it appeared like a great rock rising from the sea... and it having been discovered by a young gentleman, son to Major Pitcairn of the Marines, we called it Pitcairn’s Island. »

— Philip Carteret
Ces mots notés dans le journal du capitaine Carteret, décrivent la première observation de l'île Pitcairn. L'aspirant Robert Pitcairn était le fils du major de la marine britannique John Pitcairn, qui sera tué plus tard lors de la bataille de Bunker Hill pendant la Révolution américaine.

### Colonisation de Pitcairn
En 1790, à la suite de la mutinerie du HMS Bounty, neuf mutins accompagnés de six Tahitiens et douze tahitiennes (dont une petite fille) débarquent sur les îles Pitcairn, s'y installent et le nommé Quintal met le feu au Bounty. L'épave du Bounty a été découverte en 1957 par l'explorateur de National Geographic Luis Marden à Bounty Bay où elle est toujours visible. Les colons ont survécu grâce à l'agriculture et à la pêche mais cette période a été marquée par de graves tensions entre eux. L'alcoolisme, le meurtre, la maladie et d'autres maux ont coûté la vie à la plupart des mutins et des hommes tahitiens. Les tahitiens étaient généralement écartés des décisions importantes prises par les mutins pour développer la colonie tout en gardant un semblant de vie à l'européenne. John Adams et Ned Young se sont tournés vers les Écritures, utilisant la Bible du Bounty, comme guide pour une société nouvelle et pacifique. Young est finalement décédé d'une infection asthmatique. Les Polynésiens se sont également convertis au christianisme (Église d'Angleterre). Après la redécouverte de Pitcairn en 1808, John Adams a été amnistié pour son rôle dans la mutinerie.

## Histoire de la population
La plupart des pitcairnais d'aujourd'hui descendent des mutins du HMS Bounty. Ils sont donc d'origine anglaise, cornique, mannoise et écossaise, d'origine tahitienne par les accompagnateurs tahitiens de ces mutins. Par la suite d'autres tahitiens se sont installés sur l'île,.
Le surpeuplement de l'île, a conduit 194 Pitcairnais a immigrer vers l'île de Norfolk en 1856 à bord du Morayshire (y compris un bébé né en route). En incluant les noms de famille de trois nouveaux habitants, ces Pitcairnais n'avaient en tout que huit noms de famille. Seize de ces émigrés sont retournés à Pitcairn sur le Mary Ann en 1858 suivis de quatre autres familles en 1864,.
En 2018, il y avait un total de 50 personnes habitant l'île,,.
| An     | Population       | An   | Population          | An   | Population | An   | Population | An   | Population | An   | Population |
| ------ | ---------------- | ---- | ------------------- | ---- | ---------- | ---- | ---------- | ---- | ---------- | ---- | ---------- |
| 1790   | 27               | 1880 | 112                 | 1970 | 96         | 1992 | 54         | 2002 | 48         | 2012 | 48         |
| 1800   | 34               | 1890 | 136                 | 1975 | 74         | 1993 | 57         | 2003 | 59         | 2013 | 55         |
| 1810   | 50               | 1900 | 136                 | 1980 | 61         | 1994 | 54         | 2004 | 65         | 2014 | 56         |
| 1820   | 66               | 1910 | 140                 | 1985 | 58         | 1995 | 55         | 2005 | 63         | 2015 | -          |
| 1830   | 70               | 1920 | 163                 | 1986 | 68         | 1996 | 43         | 2006 | 65         | 2016 | 49         |
| 1840   | 119              | 1930 | 190                 | 1987 | 59         | 1997 | 40         | 2007 | 64         | 2017 | -          |
| 1850   | 146              | 1936 | 250 (le plus élevé) | 1988 | 55         | 1998 | 66         | 2008 | 66         | 2018 | 50         |
| 1856*  | 193              | 1940 | 163                 | 1989 | 55         | 1999 | 46         | 2009 | 67         |      |            |
| 1859** | 16 (le plus bas) | 1950 | 161                 | 1990 | 59         | 2000 | 51         | 2010 | 64         |      |            |
| 1870   | 70               | 1960 | 126                 | 1991 | 66         | 2001 | 44         | 2011 | 67         |      |            |

- 1856 L'émigration vers l'île Norfolk laisse Pitcairn inhabitée.
- 1859 Un premier groupe revient de l'île Norfolk.

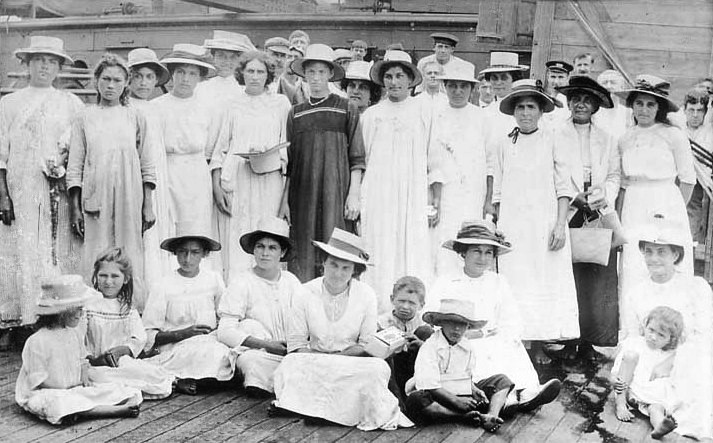
Les insulaires de Pitcairn en 1916.

Données de 2018,.

### Noms de famille
La plupart des noms des habitants de l'île Pitcairn descendent des six familles qui sont revenues de l'île de Norfolk s'installer sur Pitcairn à partir de 1859. De nouveaux noms de famille comme celui de l'Américain Samuel Russell Warren sont introduits avec l'installation de nouveaux colons. Né en 1830 à Rhode Island (États-Unis), Samuel Russel, père d'enfants avec Agnes Christian (fille de Thursday October Christian II), voit ses descendants vivre encore sur l'île aujourd'hui. Le nom de famille McCoy (du mutin William McCoy) s'est éteint en 1973 avec la mort de Violet McCoy, qui avait épousé Floyd Hastings McCoy, un arrière-arrière-petit-fils de William,.
| Répartition des noms de famille en 2014 | Répartition des noms de famille en 2014 | Répartition des noms de famille en 2014 | Répartition des noms de famille en 2014 | Répartition des noms de famille en 2014 |
| Rang                                    | Nom de famille                          | Population                              | La fréquence                            | Origines                                |
| --------------------------------------- | --------------------------------------- | --------------------------------------- | --------------------------------------- | --------------------------------------- |
| 1                                       | Christian                               | 16                                      | 1:3                                     | mannois, anglais                        |
| 2                                       | Warren                                  | 12                                      | 1:4                                     | Anglais                                 |
| 3                                       | Young                                   | 5                                       | 1:10                                    | mannois, anglais                        |
| 3                                       | Brown                                   | 5                                       | 1:10                                    | Anglais                                 |
| 3                                       | Warren- Peu                             | 5                                       | 1:10                                    | anglais-polynésien                      |
| 6                                       | Griffiths                               | 2                                       | 1:26                                    | gallois                                 |

### Caractéristiques
Au début du 20e siècle, une étude a été menée par l'auteur américain Harry L. Shapiro sur les caractéristiques des insulaires, sur la base d'analyses et d'observations. Par exemple, au niveau de quelques caractéristiques physiques, les Pitcairnais étaient plus grands que leurs parents et avaient produit un nombre sain d'enfants. Parmi les descendants, il y avait plus de personnes aux yeux bleus et aux cheveux clairs dans les descendants métissés que dans une population tahitienne typique. Et dans le même temps, il y avait plus de personnes avec les cheveux très foncés que les chez les populations d'origine ethnique anglaise. Une étude similaire a également été menée sur la diaspora de Pitcairn dans l'île de Norfolk,.

## Culture

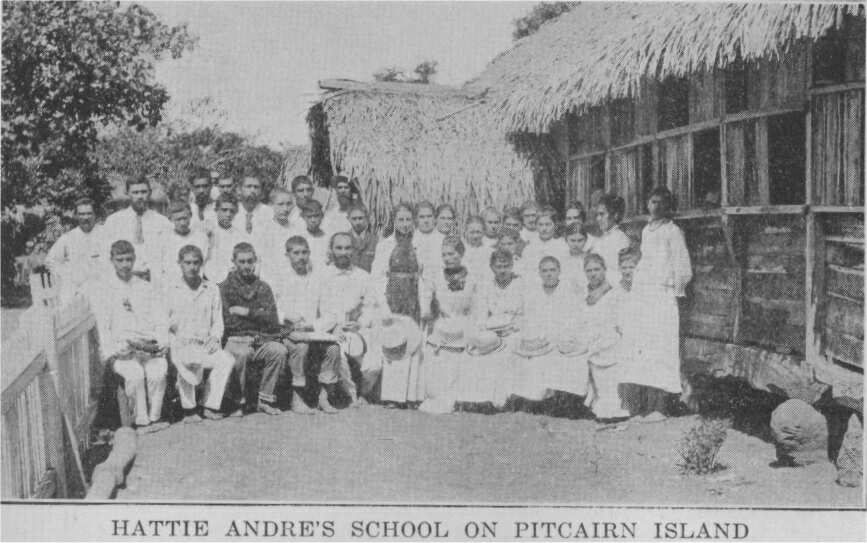
L'école de Hattie Andre sur l'île de Pitcairn.

Les habitants de l'île de Pitcairn partagent une culture traditionnelle de l'île. Cette culture est un mélange de cultures britannique et polynésienne et provient des traditions des colons qui ont débarqué en 1790.
Les codes moraux des Pitcairnais autrefois stricts, qui interdisaient la danse, les démonstrations d'affection en public, le tabagisme et la consommation d'alcool, ont été assouplis ces dernières années. Les insulaires et les visiteurs n'ont désormais plus besoin d'un permis de six mois pour acheter, importer et consommer de l'alcool. Désormais, l'île Pitcairn dispose d'un café et d'un bar sous licence. Le magasin gouvernemental vend de l'alcool et des cigarettes.
Les deux activités récréatives les plus populaires sont la pêche et la baignade. Une célébration d'anniversaire ou même l'arrivée d'un navire ou d'un yacht est considérée comme une grande occasion et impliquera toute la communauté de Pitcairn dans un dîner public au Square à Adamstown. Les tables sont couvertes d'une variété d'aliments et les spécialités locales incluent notamment du poisson, de la viande, du poulet, du philhi, du riz cuit, du plun bouilli (plat à base de banane), du fruit de l'arbre à pain, des plats de légumes, un assortiment de tartes, du pain, des gressins, une gamme de desserts, de l'ananas et de la pastèque.
Malgré le faible nombre d'habitants, des travaux publics existent et assurent l'entretien permanent des nombreux chemins et sentiers de l'île. L'île comptait une main-d'œuvre de plus de 35 hommes et femmes (en 2011).

### Langue
La majorité des habitants de l'île de Pitcairn sont les descendants des mutins du Bounty et des Tahitiens (ou d'autres Polynésiens). Le Pitcairnais (Pitkern en anglais) est une langue créole dérivée de l'anglais du XVIIIe siècle, avec des éléments de la langue tahitienne,,. L'île de Pitcairn ne dispose que d'une seule école et le pitcairnais y est enseigné tout comme l'anglais standard. Le pitcairmais demeure la langue maternelle des habitants. Il est étroitement lié à la langue créole Norfuk, parlée sur l'île de Norfolk, du fait du repeuplement de cette île par les colons venus de Pitcairn au milieu du XIXe siècle.

### Religion

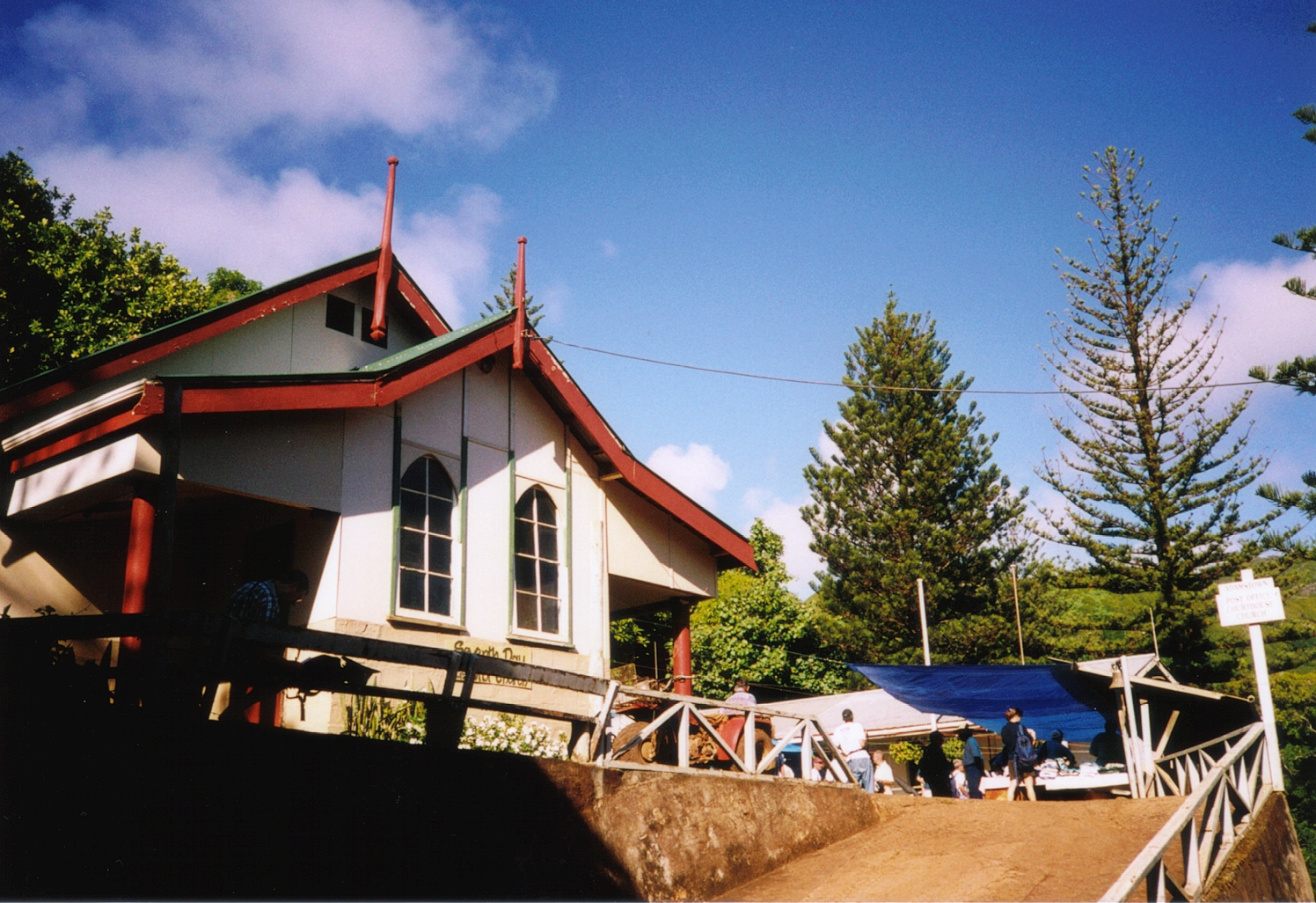
Église d'Adamstown.

La population pitcairnaise est adventiste du septième jour,. Après la période des massacres, John Adams se mit à une vie très pieuse. La communauté pitcairnaise le suivi dans cette voie sur le rite de l'église anglicane. L'église anglicane , en Angleterre, à l'instigation du révérend Murray parvint à faire revenir le pitcairnais George Nobbs pour l'ordonner pasteur anglican en 1852 à Londres. La population s'est convertie ensuite après la visite d'une mission adventiste dans les années 1890 et qui a longtemps façonné la société de Pitcairn. Ces dernières années, l'église a décliné et environ huit insulaires seulement continuent à adorer régulièrement les préceptes de cette église, mais la plupart des habitants va encore à l'église lors d'occasions spéciales. Le sabbat est observé comme un jour de repos et comme une marque de respect pour les adventistes pratiquants.
L'église, construite en 1954, est dirigée par un conseil d'administration et le pasteur résident sert généralement pour un mandat de deux ans. L'école du sabbat se réunit à 10 heures le samedi matin, et est suivie d'un service divin une heure plus tard. Le mardi soir, un autre service est célébré sous la forme d'une réunion de prière.

## Diaspora
Il existe également une Diaspora de Pitcairn, notamment dans l'île de Norfolk, en Nouvelle-Zélande et en Australie continentale.

### Australie
Le recensement de 2016 a permis d'identifier un total de 746 personnes d'ascendance pitcairnaise. Cependant, cela inclut la population revendiquant la descendance de Pitcairn dans l'île Norfolk. Il y avait 262 personnes d'ascendance pitcairnaise pour la population habituellement résidente dans d'autres États et territoires d'Australie (notamment dans le Queensland et la Nouvelle-Galles du Sud).
Dans le recensement australien de 2011, il y avait 75 personnes parlant la langue pitcairnaise (également appelée pitcairnese ou pitkern) à la maison, soit une augmentation de 21% par rapport au recensement de 2006 qui n'avait compté que 62 personnes la parlant.

#### L'île de Norfolk
Du fait du repeuplement de l'île de Norfolk en 1856 par les colons arrivés de l'île de Pitcairn, cette île dispose de l'une des plus importantes populations originaires de Pitcairn. Le recensement australien de 2016 a inclus l'île Norfolk pour la première fois. Il a montré que 20,0% (soit 484 personnes) des habitants ont affirmé avoir des ancêtres originaires de Pitcairn. Comme lors des recensements précédents, le recensement de 2011 posait une question relative à l'ascendance Pitcairn. Bien que pour la première fois, le recensement de l'île Norfolk de 2011 se concentre sur la descendance Pitcairn de la « population résidente ordinaire » plutôt que sur la « population permanente » des recensements précédents. 45,0 pour cent de la population permanente sont originaires de Pitcairn et 38,4 pour cent de la population résidente ordinaire avait une origine pitcairnaise. Ainsi, pour deux personnes ayant une origine de l'île de Pitcairn, il y a trois personnes d'origine non pitcairnaise dans la population résidant habituellement sur l'île Norfolk. Les descendants de Pitcairn présents sur l'île de Norfolk en sont déjà au moins à la 7e ou 8e génération, et ceux des groupes d'âge plus jeunes sont probablement de la 9e génération et l'affinité avec leur héritage diminue naturellement.

### Nouvelle-Zélande
Le recensement de 2018 effectué en Nouvelle-Zélande a identifié 48 personnes parmi la «population de résidents habituels» comme étant nés sur l'île de Pitcairn. En 2013, le groupe ethnique des insulaires de Pitcairn recensait 177 personnes dont 80,7 % nés en Nouvelle-Zélande et 36 nés à l'étranger (dont 91,7 % sur l'île de Pitcairn). Entre 2006 et 2013, la population d'origine pitcairnaise a diminué de 13,4% faisant suite à une augmentation de 15,5% entre 2001 et 2006.
- 96,6% vivaient dans le North Island et 1,7 pour cent vivaient dans le South Island.
- La région la plus commune dans laquelle ce groupe vivait était la région de Wellington (59,3 %).
- L'âge médian était de 37,2 ans.
- 81,9% sont nés en Nouvelle-Zélande et 19,4% sont nés à l'étranger[38].

Identité ethnique:
- 27,1% ont déclaré que Pitcairnais était leur seule ethnie.
- 35,6% ont déclaré appartenir à deux groupes ethniques et 37,3% ont déclaré appartenir à trois groupes ethniques ou plus.

## Insulaires notables de Pitcairn

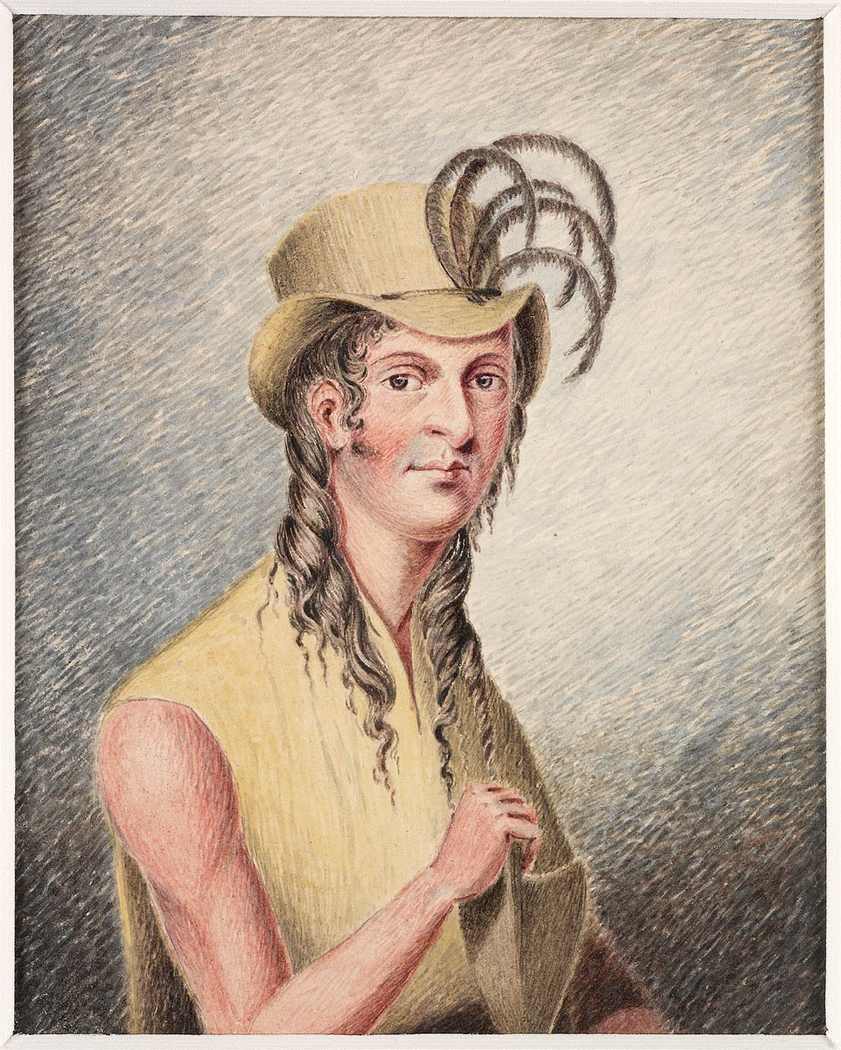
Thursday October Christian I
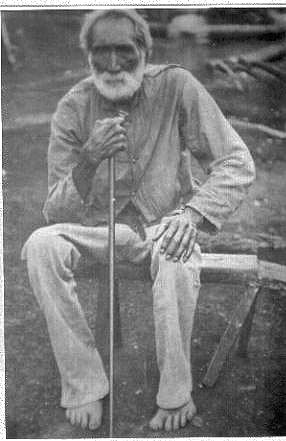
Thursday October Christian II
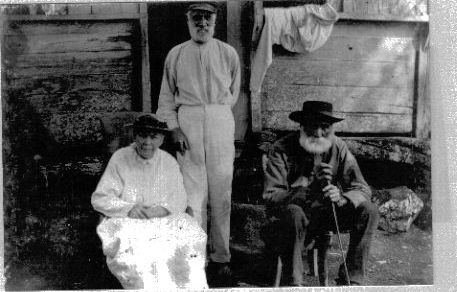
Moses Young et Albina McCoy
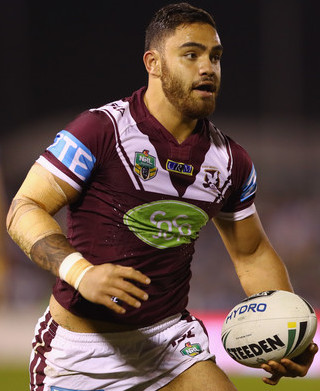
Dylan Walker
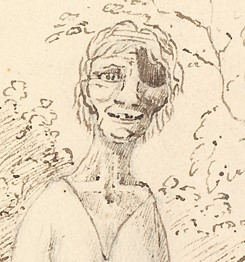
Teraura
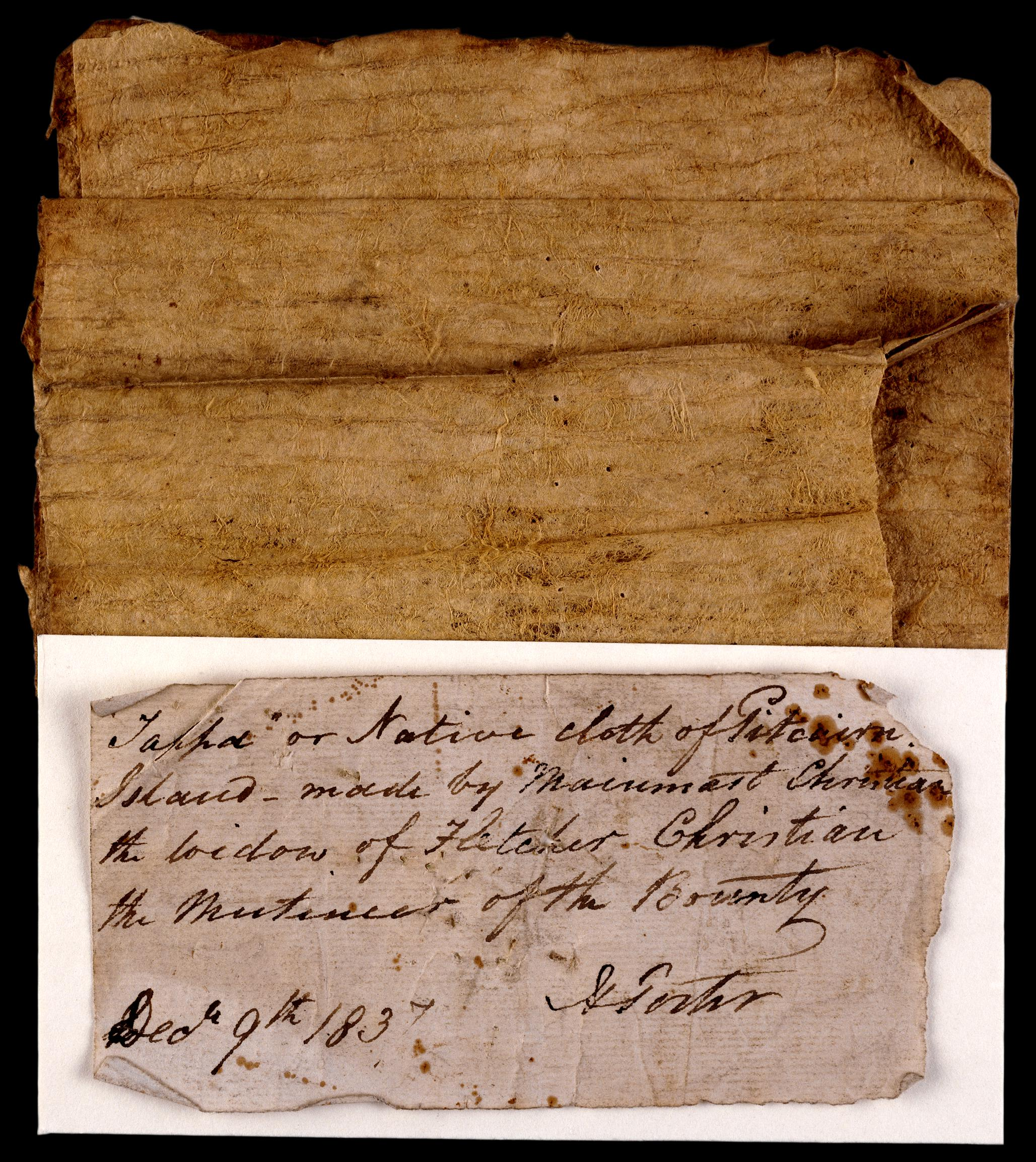
Mauatua